# Clarkenia
Clarkenia is een geslacht van vlinders van de familie bladrollers (Tortricidae).

## Soorten
- C. lacertana (Zeller, 1866)
- C. miramundi Razowski, 1988
- C. nivescens (Meyrick, 1926)
- C. superba Razowski, 1988